# Jean-Jacques Lequeu
Jean-Jacques Lequeu (Ruán 14 de septiembre de 1757 - París, 28 de marzo de 1826) fue un arquitecto y diseñador francés. Su obra es considerada por los historiadores modernos como enigmática y, en cualquier caso, muy singular.

## Biografía

### Formación
Hijo de Jean Jacques François Lequeu, maestro carpintero de Ruán, y de Marie Thérèse Le Gentil, Jean-Jacques Lequeu nació el 14 de septiembre de 1757 en la parroquia de San Nicolás. Su padre también fue un excelente diseñador, del que se tienen algunos ejemplos («Patrones para chimeneas», 1749, BNF).
Se formó en el arte del dibujo en la escuela libre fundada por Jean-Baptiste Descamps, donde ingresó hacia 1770. Allí ganó el primer premio en 1772 y luego el segundo lugar en la categoría de naturaleza en 1773. Al año siguiente ingresó en la clase alta dedicada a la arquitectura. Esta clase se impartió conjuntamente con el arquitecto Jean-Baptiste Le Brument, antiguo alumno de Descamps. Luego, Lequeu recibió dos premios de la Academia de Ciencias, Bellas Letras y Artes de Rouen en 1776 y julio de 1778, entre otros por un proyecto de Monumento a la gloria de Luis XVI, y luego una beca que le permitió ir a París. Se dice a sí mismo “arquitecto de la Real academia de ciencias, letras y artes de Ruan".
Al mismo tiempo, Lequeu trabajó como diseñador en la agencia de Le Brument hasta 1778, en edificios de Ruán, entre otros, en la iglesia de la Magdalena, obra maestra de Le Brument.

### Una primera carrera parisina antes de la Revolución

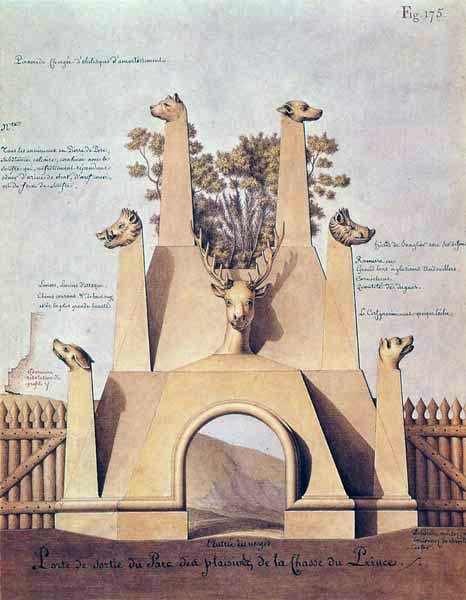
Puerta de salida del parque de los placeres, de la caza del príncipe, París, BnF. Un “proyecto fantástico” de Lequeu.

Descamps escribió al tío de Lequeu, el abad Le Gentil, para buscar ayuda financiera para su joven alumno, que quería partir hacia París. Le Brument recomendó a Lequeu a Jacques-Germain Soufflot, de quien había sido alumno. Por tanto, Lequeu fue recibido, el 18 de mayo de 1779, como alumno de Jacques-Germain Soufflot y matriculado en la Academia real de arquitectura. También trabajó como supernumerario en la oficina de edificios de la iglesia de Santa Genoveva, cuyo trabajo estaba dirigido por la agencia de Jacques-Germain Soufflot.
Soufflot murió en mayo de 1780. Lequeu perdió gradualmente su apoyo, incluida la pensión concedida por su tío. Desapareció de los registros de la Academia en 1781, a pesar de las numerosas recomendaciones de Descamps a una red de artistas conocidos en el mercado parisino y originarios de Rouen. No continuó sus estudios y luego continuó su carrera al servicio de François Soufflot le Romain, primo de Soufflot, que había sido sustituido como supervisor en la obra de Sainte-Geneviève por Maximilien Brébion. Para François Soufflot, que siguió siendo inspector-diseñador del futuro Panteón, Lequeu realizó numerosos trabajos. Sólo sale de París para realizar algunos raros viajes a Ruan. Lequeu menciona varias veces un “viaje a Italia”, en compañía de otro ahijado de su tío, el conde de Bouville, pero no existen rastros de él; Lequeu también afirma haber sido profesor de dibujo del Conde.
Antes de la Revolución francesa, trabajó principalmente para François Soufflot: realizó dibujos para la escuela veterinaria de Charenton, la restauración y ampliación del castillo de Montgermont, cerca de Fontainebleau, y trabajos en la iglesia de Saint-Martin-des-Champs, en el Colegio de los Bernardins. Participó especialmente de manera activa en la mayoría de los bocetos del futuro Hôtel de Montholon (1785), inspirándose en Samson-Nicolas Lenoir, porque Nicolas de Montholon, el patrocinador, fue el primer presidente del parlamento de Ruan. También diseñó un pabellón chino para el Secretario de Estado Henri Bertin para su finca situada en Chatou. Hacia finales de la década de 1780, parece haber discutido con Soufflot le Romain. Por esta misma época comienza a componer una serie de láminas tituladas Dibujos que representan con figuras, en qué tintes y cómo debemos lavar los planos, alzados y perfiles de los cuerpos opacos, que se convertirán en su obra principal, Arquitectura civil. Comenzó a trabajar en otro manuscrito, el Nuevo método de dibujo para dibujar la cabeza del hombre utilizando geometría descriptiva. 
Pero Brébion, y luego François Soufflot, murieron a su vez (sin registros en los documentos después de 1791), y Lequeu perdió toda esperanza de encontrar un trabajo en las obras del Panteón, mientras los disturbios sacudían la capital. En septiembre de 1786, había sido recibido por la Academia de Ciencias Belles-Lettres et Arts de Ruan como asistente asociado, pero Lequeu aspiraba a un puesto docente en Descamps, aunque no lograba obtenerlo. Entre mayo y junio de 1788, presionó para un puesto al conde de Angiville, director de los Edificios del Rey, acompañando sus cartas con diversas memorias y, sin duda, dibujos; en vano. En 1789, Lequeu escribió un Précis metódico para aprender a grabar al aguafuerte, con la esperanza de encontrar nuevas salidas al grabado.

### Un modesto oficinista

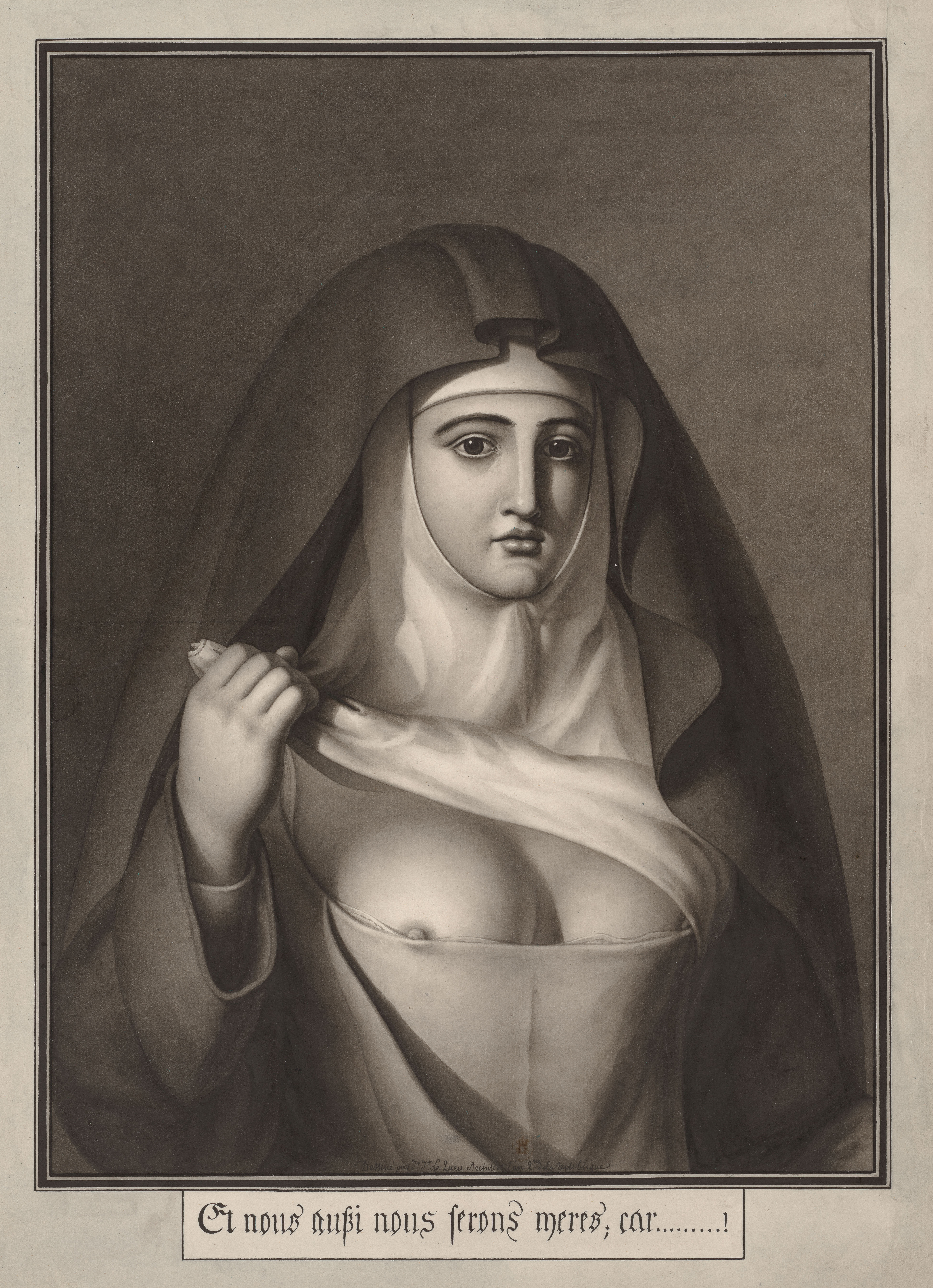
«¡Y nosotras también seremos madres, porque…!», dibujo de Jean-Jacques Lequeu, 1794, BnF

La desaparición del orden aristocrático que provocó la Revolución privó a Lequeu de la carrera que imaginaba, pero al mismo tiempo le abrió nuevas perspectivas, dada la abolición de los privilegios. En 1790, trabajó como jefe de un taller público en el barrio de Saint-Antoine. En particular, diseñó las gradas para la celebración de la Fiesta de la Federación del 14 de julio. Cerrados los talleres, ingresó en 1793 como delineante en la oficina de Catastro, adscrito al recién creado Ministerio del Interior. Ese año, Lequeu salvó de la profanación la tumba de su maestro, Jacques-Germain Soufflot. Fue durante la Revolución cuando realizó sus extraños retratos, el más conocido de los cuales es el de la monja dejando al descubierto sus senos y con la siguiente leyenda: «¡Y nosotras también seremos madres, porque…!». El 23 de octubre de 1794 fue aceptado como miembro de la Sociedad Republicana de Artes, en la sala Lacoon del Museo del Louvre.
Trabajó, primero a las órdenes del ingeniero Gaspard de Prony, en la oficina de edificios civiles del Ministerio del Interior hasta su jubilación en 1815, y se ocupó de las obras públicas vinculadas a la ciudad de París. Empezó como empleado de planos y mapas y su salario anual fue de poco menos de 2000 francos, de lo que Lequeu se quejaba. Prony le expidió un certificado de buena conducta por haber trabajado en la Escuela Politécnica desde diciembre de 1793 hasta diciembre de 1801, donde estuvo adscrito a la enseñanza del dibujo, proporcionando composiciones mecánicas. En 1804 cambió de destino y se convirtió en dibujante de la oficina de archivos del Ministerio del Interior. En 1808 trabajó en la Secretaría General de la Gobernación, pasando de servicio en servicio sin nunca ser aumentado su salario ni ascendido, y finalmente fue jubilado anticipadamente, a los 58 años, por razones de restricciones presupuestarias, el 12 de agosto de 1815, con un salario anual de 668 francos.
En julio de 1825, donó cerca de 800 dibujos y manuscritos a la Biblioteca Real: la colección fue ligeramente recompuesta, la lógica fue sacudida por los conservadores de la época. Murió, soltero, en París, en el 33 de la rue Saint-Sauveur, el 28 de marzo de 1826. 
Fue enterrado en el cementerio del Père Lachaise en un lote a perpetuidad no localizado.
En su testamento figuran 234 obras de arquitectura y, sobre todo, siete u ocho melodramas de su composición, que no han sido encontrados.

## Un redescubrimiento tardío

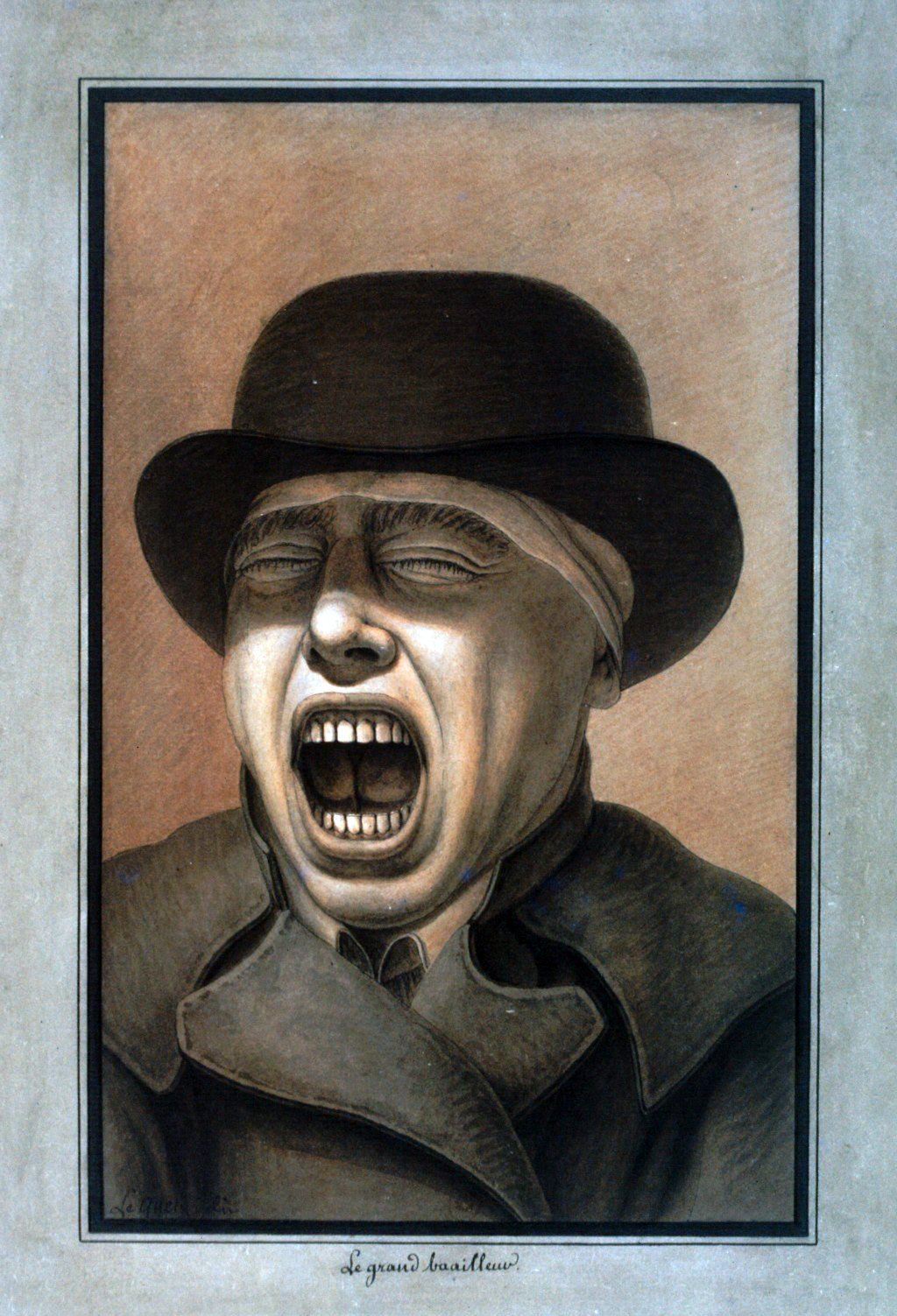
El gran bostezo, Lequeu (antes de 1825).

Aunque participó en la construcción de algunos edificios y algunos de sus dibujos fueron reproducidos en las colecciones de grabados de Jean-Charles Krafft, su nombre quedó en el olvido de la historia durante casi un siglo. Poco se sabe sobre su vida.
Se supone -y no hay nada que decir con seguridad- que los dibujos de Lequeu pasaron desapercibidos en vida de su autor, aunque fue señalado por el Allgemeines Künstlerlexikon (1821) como un "arquitecto parisino". La historiografía de Lequeu es relativamente reciente y ha dado lugar a una intensa investigación y reflexión.
La colección Lequeu depositada en la Biblioteca Nacional en 1825 fue citada por primera vez, muy brevemente, por Henri Bouchot, en 1895, cuando compuso una guía destinada a los lectores del Departamento de Grabados. En 1897, François Benoit lo identificó, en su ensayo El arte francés bajo la Revolución y el Imperio, entre los arquitectos de este período y lo juzgó «el más curioso de todos». En 1933, el historiador vienés Emil Kaufmann mencionó su obra en su primer libro importante, Von Ledoux bis Le Corbusier, y concluyó: «Una obra muy interesante que abre nuevos espacios para la historia del arte... Ya 150 años antes que la arquitectura moderna apareció el programa Sachlichkeit». Este primer ensayo llevó a Kaufmann a su famoso artículo publicado en 1952, Tres arquitectos revolucionarios, Boullee, Ledoux y Lequeu. Así, Kaufmann reconoce a Lequeu por su posición específica en el surgimiento de la arquitectura neoclásica y lo compara con dos arquitectos, Étienne-Louis Boullée y Claude-Nicolas Ledoux, cuya búsqueda de una nueva arquitectura es comparable a la de las vanguardias modernas.
En 1949, la historiadora del arte británica Helen Rosenau contribuyó a esta comparación de Lequeu con Boullée y Ledoux, estableciendo un cierto número de convergencias. En 1950, dos años antes del ensayo de Kaufmann, informó del descubrimiento de los retratos y las «figuras lascivas» de Lequeu. En un breve texto ofreció posibles comparaciones con Johann Heinrich Füssli o Denis Diderot, e indicó que se debería considerar a Lequeu como un escritor tanto como un arquitecto y un artista.
Al mismo tiempo, Louis Hautecœur, en su extensa Historia de la arquitectura clásica en Francia, vinculaba a Lequeu con el «romanticismo enamorado de civilizaciones pasadas y lejanas» de Boullée, Bernard Poyet o Louis-Jean Desprez, juzgando que esto anunciaba «el eclecticismo del siglo XIX», e incluso ve en Lequeu «a uno de los sepultureros de la gran tradición clásica».
En los años 1960, Jacques Guillerme inauguró una serie de estudios sobre el anacronismo, calificando su obra como «una pura fuente de mal gusto arquitectónico de la segunda mitad del siglo XIX». A partir de 1974, el arquitecto e historiador de la arquitectura Philippe Duboÿ emprendió una tesis sobre Lequeu, primero bajo la dirección de Manfredo Tafuri, con la ayuda entre otros de Jean Adhémar, y luego bajo la dirección de Hubert Damisch, que conduciría a la publicación de un ensayo en Gran Bretaña, Lequeu: An Architectural Enigma (Thames & Hudson, 1986), luego en Estados Unidos (MIT Press, 1987) y finalmente en Francia (Hazan, 1987).
Ya en 1987, el teórico e historiador de la arquitectura Joseph Rykwert, en una reseña del libro de Duboÿ, subrayó el carácter muy problemático del enfoque de este último, compuesto por hechos entrelazados, juegos de palabras, conexiones incongruentes y las conjeturas más imposibles de verificar.
La vida de Jean-Jacques Lequeu es más conocida gracias a las investigaciones archivísticas completas llevadas a cabo primero por Elisa Boeri, en el marco de su tesis doctoral, y luego con motivo de la exposición dedicada al arquitecto entre 2018 y 2019 en el Petit Palais. Según esta investigadora, «las hipótesis según las cuales Marcel Duchamp habría contribuido a una posible manipulación del legado de Lequeu a la Biblioteca Nacional parecen hoy quiméricas», pero, sin embargo, nada prueba que Duchamp no tuviera acceso a esta colección de dibujos. El historiador del arte estadounidense James Elkins consideró en 1999 que es imposible demostrar que Duchamp cometiera este tipo de manipulación, y reconoce el trabajo de Duboÿ, que consiste en relacionar ciertos dibujos de Lequeu con el corpus duchampiano -ambos enigmáticos-, un hecho de innegable encanto.
El equipo cuyo trabajo dio lugar a la presentación en el Petit Palais de París de la primera exposición monográfica dedicada a Lequeu adopta un enfoque significativamente diferente, intentando, por el contrario, situar a este arquitecto-artista en su tiempo y comprender su singularidad como expresión intensificada de un período marcado por profundos contrastes e importantes agitaciones sociales, políticas y artísticas.
Para el periodista y novelista Marc Lambron, que informa sobre la exposición en el semanario Le Point, «el visionario Lequeu parece encontrar el eslabón perdido entre los vértigos de Piranesi y Las ciudades oscuras de Schuiten y Peeters».
Durante el simposio organizado en el Petit Palais al inicio de la exposición, Marc Décimo cuestionó la hipótesis según la cual Lequeu era un "loco literario", subrayando, en cambio, el parentesco de su enfoque con autores que juegan con el lenguaje y el significado mediante el juego o mediante provocación.